# 莱奥·冯·克伦策

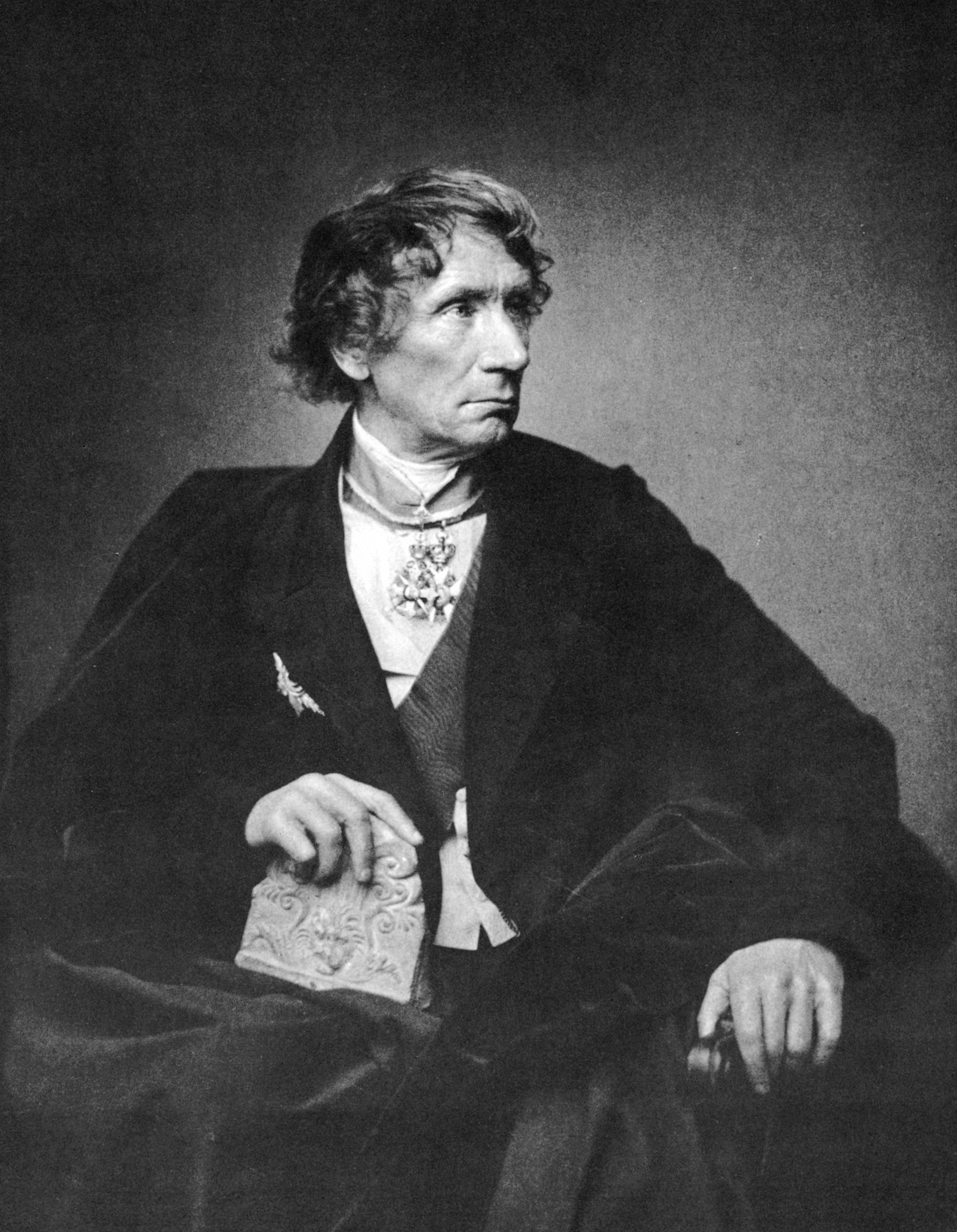
莱奥·冯·克伦策

莱奥·冯·克伦策（德語：Leo von Klenze；1784年2月29日—1864年1月26日）是一位德意志建筑师、画家，曾是巴伐利亚国王路德维希一世的宫廷建筑师。
冯·克伦策致力于新古典主义，是希腊复兴式建筑的一大代表人物。